# Zweifaller und Rotter Wald
Das Naturschutzgebiet Zweifaller und Rotter Wald liegt im Gebiet von Roetgen.

## Beschreibung
Das sehr große Naturschutzgebiet wird in folgende Unterbereiche aufgegliedert:

### Buchen- und Eichenwälder mit Lensbach-Oberlauf
In diesem Teil des Naturschutzgebietes befinden sich alte Laubmischwälder an flachen Hängen. Am Unterhang dominiert ein Buchen-Eichen-Hallenwald mit mittlerem bis starkem Baumholz. Dort wo Windbruchflächen sind, haben sich Lichtungen gebildet und der Boden krautreich. Der Buchen-Eichenwald zieht sich im Südosten weit den Hang hinauf. Hier findet sich auch eine Altholzgruppe und stehengebliebene Totholzstämme mit Spechthöhlen. Meist dominiert der Oberhang ein ilexreicher, oder mit Fichten unterbauter Eichenwald. Eingelagert im Wald sind zwei kleine Naßgallen mit seggenreiche Vegetation und Pfeifengrasreichem Erlenwald. Der Lenzbach fließt am Südostrand, im Oberlauf, durch einen Molinia-Betula-Wald und eine pfeifengrasreiche Freifläche.

### Nördlicher Abschnitt des Krebsbaches mit Laubwaldbeständen
Der Krebsbach, im Bereich der Gemarkung Stolberg, fließt mäandernd und naturnah. An den Ufern ist ein torfmoosreicher Erlenauenwald. Lokal haben sich Eisenockerausfällungen ausgebildet. Nach dem Zusammenfluss des Krebsbachs mit einem westlich gelegenen Seitenbach, durchfließt der Bach einen jungen Erlen- und Birkenwald in einem teilweise entwässerten Talgebiet. Bachmorphologie und Bachbettstruktur sind vielgestaltig. Im unteren Abschnitt münden von rechts zwei kleine Seitentäler in das Haupttal ein. Ein nördliches Seitenteil wird von einem ein Meter breiten Bach durchflossen, dessen Bachsohle mit einem roten Belag bedeckt ist. Die Quellregion ist baumfrei. In der Krautschicht dominiert Molinia Die Moosschicht ist reichlich entwickelt. Das südliche Teil ist 10 bis 25 Meter breit und lokal mit Moorbirken, Schwarzerlen und Grauweiden bewachsen. Die Krautschicht besteht aus Tolinia cärulea und Juncus acutiflorus. Auf einem östlichen Talhang zum Krebsbach stocken Laubmischwaldbestände aus Eichen und Buchen, und auf kleinen Flächen Mischbestände aus Buche, Lärche und Fichte. In den Laubwaldbeständen sind großflächig 80- bis 150-jährige Altholzreste aus Buchen und Traubeneichen mit einem Stammdurchmesser von bis zu 0,8 Metern, hier fehlt meist die Strauchschicht. Eine geschlossene, artenarme Krautschicht ist nur lokal in Buchen-Eichen-Beständen zu finden.

### Oberlauf eines rechten Nebenbachs des Lensbachs
Hier ist der Talgrund eines im Wald gelegenen Bachtals. Ein befestigter Weg durchtrennt das Gebiet. Der oberhalb gelegene, größere Teil, ist stark vernässt. Die Talsohle ist 20 bis 40 Meter breit und mit meist mehrstämmigen, bis zu 15 m hohen Erlen bewachsen. In der Strauchschicht sind Faulbaum und Erlenstockausschläge. Die Krautschicht wird von Molinia gebildet, auf trockeneren Flächen dominiert Adlerfarn. Torfmoose sind lokal reichlich vorhanden. Der nasse Wald wird von zwei flachen Gräben und dem leicht eingetieften Bachlauf entwässert. Der andere, unterhalb des Weges gelegene Teil ist trockener. In der Krautschicht herrscht Adlerfarn vor. Sphagnum ist nur am unmittelbaren Bachufer.

### Eichen
Östlich der Hahner Straße ist ein alter Eichen-Hochwald, vermischt im Randbereich mit älteren Buchen und Fichten. Die Krautschicht ist je nach Deckungsgrad artenreich. Südlich geht der Eichenwald in einen unterwuchsfreien Buchen- und Eichenwald über. In östlicher Richtung, am Lenzbach sind Kiefern und Lärchenbestände. Die Lenzbachniederung selbst ist mit Erlen und Birken, aber auch mit Fichten bewachsen. Außerhalb der dichten Fichtenforste ist die Krautschicht bodenbedeckend zum Beispiel mit Pfeifengräsern. Es existiert in dem Gebiet ein etwa 30 mal 15 Meter großer Löschwasserteich. Ein Drittel der Wasserfläche ist mit Laichkraut bedeckt, die Ufer sind mit jungen Gehölzen und Sumpfpflanzen gesäumt.

### Geplantes Wald-NSG Zweifall nordöstlich der Hahner Straße
Auf schwach geneigten Lagen wachsen hier hauptsächlich Buchen. Eingelagert sind Nadelforste aus Fichten und Lärchen. Die Buchen haben unterschiedliches Alter. Die meisten sind forstlich geprägt und weisen nur wenig Unterwuchs auf. Die Eichenbestände befinden sich im mittleren bis älterem Baumalter, mit strauch- und krautreichem Unterwuchs. Durch den Wald fließen naturnahe Quellbäche, die typische Ufervegetation fehlt hier durch die Beschattung. Südöstlich von Mulartshütte liegt im Wald eine jagdlich genutzte, etwa 0,75 Hektar große, stark vernässte Freifläche, die mit einer artenreichen Pfeifengraswiese mit eingelagerten Weidengebüschen und bruchigen Birken-Gehölzgruppen bewachsen ist.

### Geplantes Wald-NSG Zweifall im Hürtgenwald zwischen Süssendell und Zweifall
Verbreitet sind hier nährstoffarme und staunässe Böden. Auch hier ist Buchenwald vorherrschend, als artenarmen Hainsimsen-Buchenwald, Rasenschmielen-Buchenwalde und feuchter Eichen-Buchenwald. Die Bestände sind forstlich geprägt von jungem bis mittleren Alter. Dort wo Altbestände sind, befindet sich eine Strauchschicht aus natürlicher Verjüngung, zusammen mit Stechpalme. Im Gebiet sind mehrere tief eingeschnittene Bachtäler.

### Bachtälchen bei Forsthaus Jägersfahrt
Nördlich vom Forsthaus Jägersfahrt ist ein kleines Kerbtal mit einem schmalen Bach von 50 bis 70 cm Breite. Er verläuft mäandrierend durch die Talsohle, an den Seiten Steil- und Gleitufer. Der Bach ist geröllführend mit kleinen Kolken. An den Seiten ist Erlenwald, mit Übergängen zu Erlenbruch. Von den Hängen fließen einige Quellsiefen zu. An den Hängen ist Buchenwald. Am Forsthaus ist eine kleine quellige Grünfläche und eine Obstwiese mit Felsen.

### Geplantes Wald-NSG Zweifall im Hürtgenwald zwischen Zweifall und Mulartshütte
Ein weiterer Buchenwald befindet sich zwischen Zweifall und Mulartshütte. Verbreitet sind hier nährstoffarme und staunasse Böden. Auch hier ist der Buchenwald, artenarm als Hainsimsen-Buchenwald, Rasenschmielen-Buchenwald und als feuchter Eichen-Buchenwald. Die Bestände sind forstlich geprägt von jungem bis mittleren Alter. Dort wo Altbestände sind, findet eine natürliche Verjüngung statt, zusammen mit einer Strauchschicht mit Stechpalme. Der Vollerbach westlich Mückenloch, verläuft naturnah in einem kleinen Kerbtal und wird von einem Bach-Erlenwald begleitet.

### Eichen- und Buchenmischwälder am Gieschetbach
Hier ist ein Laubmischwald mit Bäumen unterschiedlichen Alters. Zu etwa gleichen Teilen sind hier Eichendickungen mit Buchenbeimengungen sowie Eichen-Buchen-Mischwälder. Die einzelnen Altersstufen stehen zusammen. In den älteren Bereichen erreichen die Bäume Stammdurchmesser bis zu 65 cm. Die Strauchschicht besteht meist aus Buche. Im Südwesten sind auch Fichten und Lärchenparzellen.

### Eichen- und Buchenmischwälder am Hassel- und Gieschetbach
Drei isoliert liegende Waldbereiche weisen einen hohen Laubholzanteil auf. Die südwestliche Fläche besteht aus unterwuchsfreien Buchenstangenholz. Nördlich des querenden Forstwegs sind Buchen mit Stammstärken bis zu 70 cm. Stellenweise besteht ein dichter Unterwuchs aus Fichte oder Buche. Die Krautschicht ist unterschiedlich, azidophile Arten dominieren. Bei der mittleren Teilfläche handelt es sich um einen Altholzbestand aus Eichen und Buchen mit Stammdurchmessern von bis zu 70 cm. Unter den Eichen ist Adlerfarn zu finden und geschlossener Heidelbeerbestand. Die östliche Teilfläche ist ein Eichen Buchen Altbestand mit knorrigen Bäumen, Stammdurchmesser hier bis zu einem Meter. Der Bestand ist verlichtet und hat dementsprechend dichten Buchenunterwuchs.

### Gieschetbach-Oberläufe
Hier sind die zwei naturnahen Oberläufe des Gieschetbaches mit dem Ufergehölz. Die Bäche sind 0,5 bis 2 Meter breit. Die Bachsohle ist schotterig mit stellenweise bemoosten Felsblöcken. Das Gefälle ist stark, mit kleinen Schnellen, Kaskaden und Sohlabstürzen. Die Bachufer sind von quellnassen und torfmoosreichen Erlengehölz bestanden. Nach dem Zusammenfluss sind die Erlen bis zu 18 Meter hoch, stellenweise als Stangenholz. An die Erlen schließen sich hangaufwärts Fichtenforste an.

### Linker Zufluss des Lensbachs südlich von Rott
Das Gebiet umfasst einen schmalen Bach, einschließlich der angrenzenden Wälder. Ein asphaltierter Weg quert das Tal im Oberlauf. Oberhalb des Weges befindet sich eine mit Erlen und Moorbirken bestandene Quellmulde. Unterhalb mündet der Bach in einen wegbegleitenden Graben ein. Der Bach fließt durch ein sechs Meter tiefes Kerbtal. Die Hänge sind steil und von Eichen bewachsen. Der Talgrund ist quellignass, mit Torfmoosen bewachsen. Im Nordwesten ist ein torfmoosreicher Moorbirken-Nasswald mit Erlen.

### Erlen- und Moorbirkenbruch im Solchbachtal
Das mittlere und untere Tal des Solchbach besteht aus feuchten Erlen und Moobirkenwäldern sowie Sandbirke und Erlenbeständen. An einigen Stellen sind Fichtenforste und Kleingewässer. Nach Norden schließt sich ein quelliger, nasser Bestand aus jungen Erlen an. Hier am westlichen Rand der Erlen ist eine magere, teilweise stark vernässte, Feuchtgrünlandbrache. Der Bach mündet in einen künstlichen 40 mal 15 Meter großen Teich mit dichten Zwergbinsen. Der Abfluss des Teichs fließt durch eine mit jungen Erlen bestandene Fläche. Der Unterwuchs besteht aus Pfeifengras und anderen nässeliebenden Pflanzen, wie Sumpfveilchen. Westlich liegt ein naturnahes Stillgewässer mit Erlensaum. Der Bach wird hier von einem Forstweg überquert. Nördlich ist eine weitere, mit Hochstaudenfluren und Erlen bewachsene Schlagfläche. Der Bach ist hier 2 Meter breit und bis zu 2 Meter tief und läuft in einem begradigten Bett. Östlich ist ein lichter Moorbirkenwald mit einzelnen Eichen und Fichten. Hier sind auch abgestorbene Bäume, die Spechthöhlen aufweisen.

### Hasselbachoberlauf mit alten Laubwaldgebieten
Der Hasselbach durchfließt bei den Gemarkungen Roetgen und Stolberg großflächige Laubwälder an den Talhängen. Die Talsohle ist 10 bis 20 Meter breit und mit Fichtenforsten bestanden. An einigen Stellen wurden die Fichten auf 2 bis 10 Meter beiderseits des Baches entfernt. Einzelne Erlen und Moorbirken im trockenen Uferbereich konnten stehen bleiben. Der Uferbereich, mit bis zu anderthalb Meter hohen, unterspülten Ufern wurde belassen. Parallel zum Bach läuft ein Entwässerungsgraben. Ein von Südost einmündender Seitenbach hat im mittleren Talabschnitt einen quellig- bis nassen Abschnitt mit Moos und farnreichem Erlensumpf. Nördlich der Mulartshüttener Schneise ist der Hasselbach zwei bis vier Meter breit und fließt bis zur Einmündung in den Krebsbach durch ein fichtebestandenes Tal. Das Bachtal ist samt Steilufern und Auskolkungen vollständig erhalten. Im Norden des Tals sind zwei quellnasse Freiflächen, die größere ist aus einem Windwurf entstanden. An der Hardstraße, am Ostrand des Gebiets ist eine arten- und orchideenreiche Bergmähwiese in der Nähe einer Schutzhütte.

## Schutzzweck
Geschützt werden sollen die Lebensräume für vieler nach der Roten Liste gefährdeten Pflanzen, Pilze und Tiere in NRW. Die Ziele sind die Erhaltung und die Entwicklung folgender natürlicher Lebensräume gemäß Anhang I der FFH-Richtlinie:
- Moorwälder
- Erlen-Eschen- und Weichholz-Auenwälder
- Fließgewässer mit Unterwasservegetation
- Hainsimsen-Buchenwald

Diese zu schützenden Biotoptypen sind in diesem Gebiet anzutreffen: Quellen, Nass- und Feuchtgrünland, naturnahe und unverbaute Bachabschnitte, Magerwiesen, Moore, Auwald und Bruchwald.